# Entedon tibialis
Entedon tibialis är en stekelart som först beskrevs av Christian Gottfried Daniel Nees von Esenbeck 1834.  Entedon tibialis ingår i släktet Entedon och familjen finglanssteklar. Arten är reproducerande i Sverige. Inga underarter finns listade i Catalogue of Life.